# Miho Takagi
Pour les articles homonymes, voir Takagi (homonymie).
Miko Takagi (髙木美帆), née le 22 mai 1994 à Makubetsu, est une patineuse de vitesse japonaise.

## Carrière
Miho Takagi est la sœur de la patineuse de vitesse Nana Takagi.
Elle remporte aux Championnats du monde simple distance de patinage de vitesse la médaille d'or en poursuite par équipes en 2015, la médaille d'argent en poursuite par équipes en 2016 et 2017, la médaille de bronze en mass start en 2016 et la médaille de bronze sur 1 500 mètres en 2017. Elle est médaillée de bronze aux Championnats du monde toutes épreuves de patinage de vitesse en 2017. Elle remporte aux Jeux olympiques d'hiver de 2018 la médaille d'argent sur 1 500 mètres ainsi que la médaille de bronze sur 1 000 mètres.
Elle est également médaillée de bronze aux Jeux asiatiques d'hiver de 2011 en poursuite par équipes. Aux Jeux asiatiques d'hiver de 2017, elle est médaillée d'or en mass start, sur 1 500 mètres et sur 3 000 mètres et médaillée d'argent sur 1 000 mètres. Elle est aussi médaillée d'or sur 1 000 mètres à l'Universiade d'hiver de 2013.
Elle remporte la médaille d'or en poursuite par équipes aux Jeux olympiques d'hiver de 2018. Aux Jeux olympiques d'hiver de 2022, elle remporte l'argent sur le 1 500 m femmes derrière Ireen Wüst.

### Jeux olympiques d'hiver
| Épreuve / Édition   | 500 mètres                         | 1 000 mètres                        | 1 500 mètres                       | 3 000 mètres | 5 000 mètres | Mass start | Poursuite par équipes              |
| JO 2010 Vancouver   | —                                  | 35e                                 | 23e                                | —            | —            | —          | —                                  |
| JO 2018 Pyeongchang | —                                  | Médaille de bronze, Jeux olympiques | Médaille d'argent, Jeux olympiques | 5e           | —            |            | Médaille d'or, Jeux olympiques     |
| JO 2022 Pékin       | Médaille d'argent, Jeux olympiques | Médaille d'or, Jeux olympiques      | Médaille d'argent, Jeux olympiques | 6e           | —            | —          | Médaille d'argent, Jeux olympiques |

Légende :
- : première place, médaille d'or
- : deuxième place, médaille d'argent
- : troisième place, médaille de bronze
- : pas d'épreuve
- — : Non disputée par le patineur
- DSQ : disqualifiée

### Championnats du monde
- Championnats du monde de sprint de patinage de vitesse
  -  Médaille d'or en 2020 à Hamar
  -  Médaille d'argent en 2019 à Heerenveen